# Mount Sedgwick (Tasmanien)

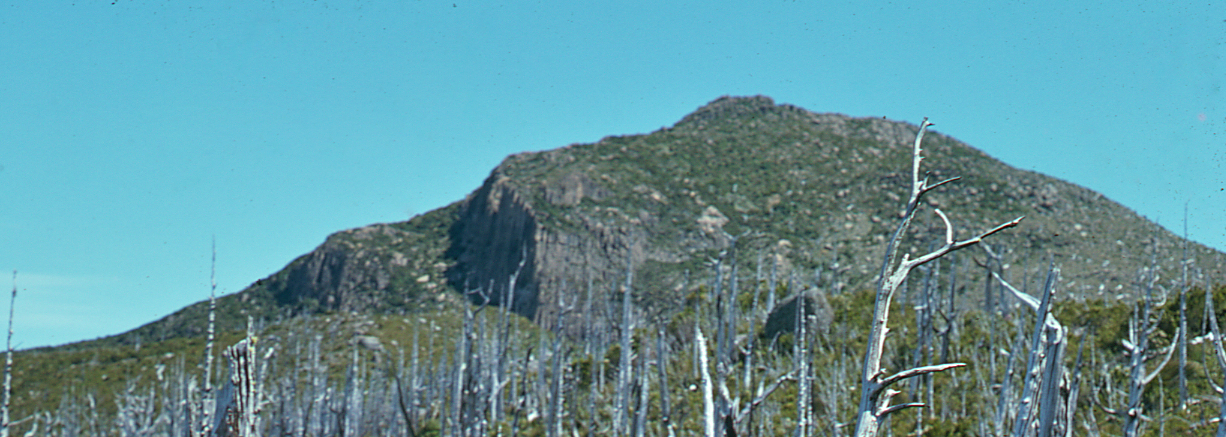
Mount Sedgwick (1970er Jahre)

Der Mount Sedgwick ist ein Berg im Westen des australischen Bundesstaates Tasmanien. Er liegt im Zentrum der Gebirgskette West Coast Range und von Queenstown und der Straße nach Strahan aus betrachtet hinter dem Mount Lyell.
Bänder von rosa und grau gefärbtem Konglomerat zeigen sich an seinen Südwesthängen. Seine Süd- und seine Westflanke sind deutlich steiler und felsiger im Vergleich zu den einst dicht bewaldeten Süd- und Südostflanken. Der Gipfelaufbau besteht aus verbundenen Diabassäulen aus der Jurazeit, die als Überbleibsel einer Diabsschicht interpretiert werden und in den Tillit aus dem Perm, der an der Ostseite des Berges zu sehen ist, eindringen.
Lake Margaret liegt nördlich des Berges, während Lake Beatrice und Lake Burbury sich an seiner Ostseite befinden. Das Wasser des Lake Margaret stammt definitiv vom Mount Sedgwick, wobei kleinere Seen oberhalb als Quellen gelten.
Mount Geikie und die Tyndall Range sind die wichtigsten Berge der West Coast Range nördlich des Mount Sedgwick.